# Scorpaenodes hirsutus
Scorpaenodes hirsutus és una espècie de peix pertanyent a la família dels escorpènids.

## Descripció
- Fa 5,6 cm de llargària màxima.
- És cobert amb filaments curts semblants a cabells.
- Té espines verinoses.[6][7][8]

## Hàbitat
És un peix marí, associat als esculls de corall i de clima tropical (35°N-25°S) que viu entre 1-40 m de fondària.

## Distribució geogràfica
Es troba des del mar Roig i l'Àfrica oriental fins a les illes Marqueses, Pitcairn, les Ryukyu, les illes Hawaii i Austràlia.

## Costums
És bentònic.

## Observacions
És verinós per als humans.